# Saison 6 de The Handmaid's Tale : La Servante écarlate
Chronologie
Saison 5
Cet article présente le guide des épisodes de la sixième et dernière saison de la série télévisée américaine The Handmaid's Tale : La Servante écarlate.

## Synopsis
June est déterminée à faire tomber la République de Gilead, Luke et Moira rejoignent les rangs de la résistance à ses côtés, et Serena veut réformer Gilead.

## Distribution

### Acteurs principaux
- Elisabeth Moss (VF : Anne O'Dolan) : Defred / Dejoseph / June Osborne
- Yvonne Strahovski (VF : Marie Diot) : Serena Joy Waterford
- Madeline Brewer (VF : Sandra Valentin) : Dehoward / Janine
- Ann Dowd (VF : Anne Plumet) : Tante Lydia
- O. T. Fagbenle (VF : Namakan Koné) : Luke Bankole
- Max Minghella (VF : Benjamin Gasquet) : Nick Blaine
- Samira Wiley (VF : Laura Zichy) : Moira
- Amanda Brugel (VF : Valérie Decobert) : Rita
- Bradley Whitford (VF : Nicolas Marié) : Commandant Joseph Lawrence
- Sam Jaeger (VF : Alexis Victor) : Mark Tuello
- Ever Carradine (VF : Marie Chevalot) : Naomi Putnam

### Acteurs récurrents
- Jonathan Watton (VF : Constantin Pappas) : Commandant Calhoun
- Josh Charles[1] : Commandant Gabriel Wharton
- Timothy Simons (VF : Guillaume Lebon) : Commander Bell
- Athena Karkanis : Ellen
- D'Arcy Carden : Ava / Tante Phoebe
- Natasha Mumba : Danielle
- Victoria Sawal : Tyler
- Amanda Zhou : Vicky

### Invités
- Cherry Jones : Holly Osborne
- Carey Cox : Rose Blaine, la femme de Nick
- Naomi Snieckus : Abigail
- Jonathan Watton: Commandant Matthew Calhoun
- Alexis Bledel (VF : Noémie Orphelin) : Emily Malek

## Épisodes

### Épisode 1:Train
- États-Unis : 8 avril 2025 sur Hulu[2]
- France : 8 avril 2025 sur OCS

### Épisode 2:Exil
- États-Unis : 8 avril 2025 sur Hulu
- France : 8 avril 2025 sur OCS

### Épisode 3:Dévotion
- États-Unis : 8 avril 2025 sur Hulu
- France : 8 avril 2025 sur OCS

### Épisode 4:Promotion
- États-Unis : 15 avril 2025 sur Hulu
- France : 15 avril 2025 sur OCS

### Épisode 5:Janine
- États-Unis : 22 avril 2025 sur Hulu
- France : 22 avril 2025 sur OCS

### Épisode 6:Surprise
- États-Unis : 29 avril 2025 sur Hulu
- France : 29 avril 2025 sur OCS

### Épisode 7:Éclaté
- États-Unis : 6 mai 2025 sur Hulu
- France : 6 mai 2025 sur OCS

### Épisode 8:Exode
- États-Unis : 13 mai 2025 sur Hulu
- France : 13 mai 2025 sur OCS

### Épisode 9:Exécution
- États-Unis : 20 mai 2025 sur Hulu
- France : 20 mai 2025 sur OCS

### Épisode 10:La Servante écarlate
- États-Unis : 27 mai 2025 sur Hulu
- France : 27 mai 2025 sur OCS